# 2013年5月瑞典斯德哥尔摩骚乱
2013年斯德哥尔摩骚乱是指2013年5月19日起发生在瑞典首都斯德哥尔摩北部一处居民聚集区的骚乱，由于警察开枪射杀一名69岁的葡萄牙裔外来移民，数百人袭击警车和警察，导致7名警察受伤。

## 背景
1719年以来，瑞典首都斯德哥尔摩的贫穷和边缘化地区一直爆发过几次骚乱。
2010年，100人以上的青年，乱扔砖头并且纵火，袭击了当地警察局。
由于欧债危机和瑞典财政紧缩政策，來自發展中國家的移民青年出现了失业和贫困，以及受到种族歧视及不公平待遇，导致了事件爆发。

## 骚乱

### 第一晚
2013年5月19日，星期日晚上，瑞典首都斯德哥尔摩的北部一处居民聚集区的数百名青年男女点燃汽车，导致至少100辆汽车被烧毁。大火导致车库被点燃，公寓的居民被迫撤离，一个购物中心被焚毁。晚上10点，警察出动维持秩序，青年用石头扔警察，导致3名警察受伤。凌晨5点30分，一切恢复平静。大约50到60名青年参加了骚乱，警察没有逮捕他们。

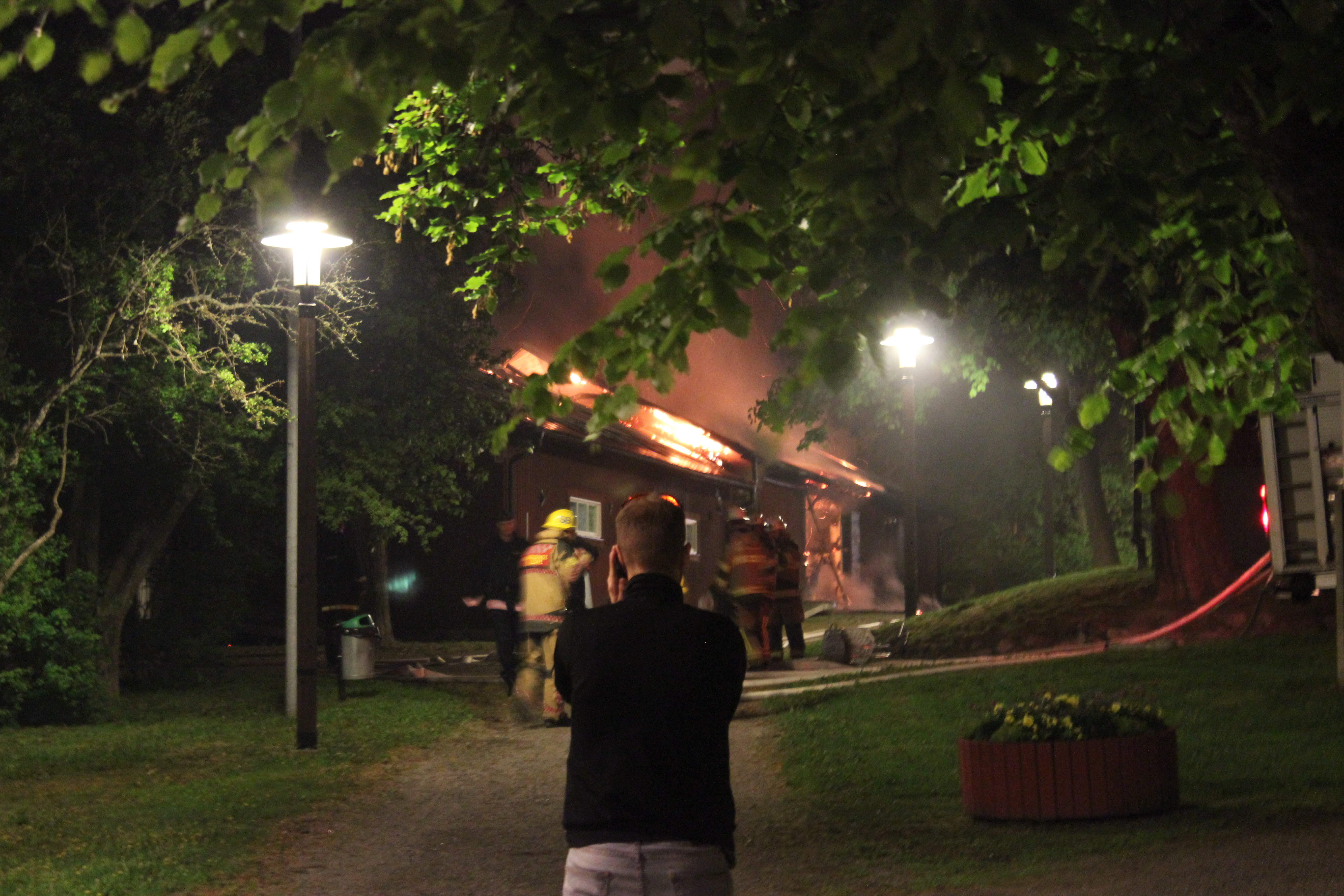
赫斯比骚乱。

### 第二晚
5月20日，周一晚上的骚乱持续。青年烧毁11辆汽车和4个其他物品，用石头扔警察，消防员扑灭了大火。7名警察被石头打伤。警方估计，大约50到100名青年参与了这一天的暴乱。有些人的年纪在12或13岁，但是大多数都是已经成年的青年。凌晨4点，该地返回了平静。其中7人，年龄15岁到19岁之间，因为袭击警察被逮捕，2人被释放。

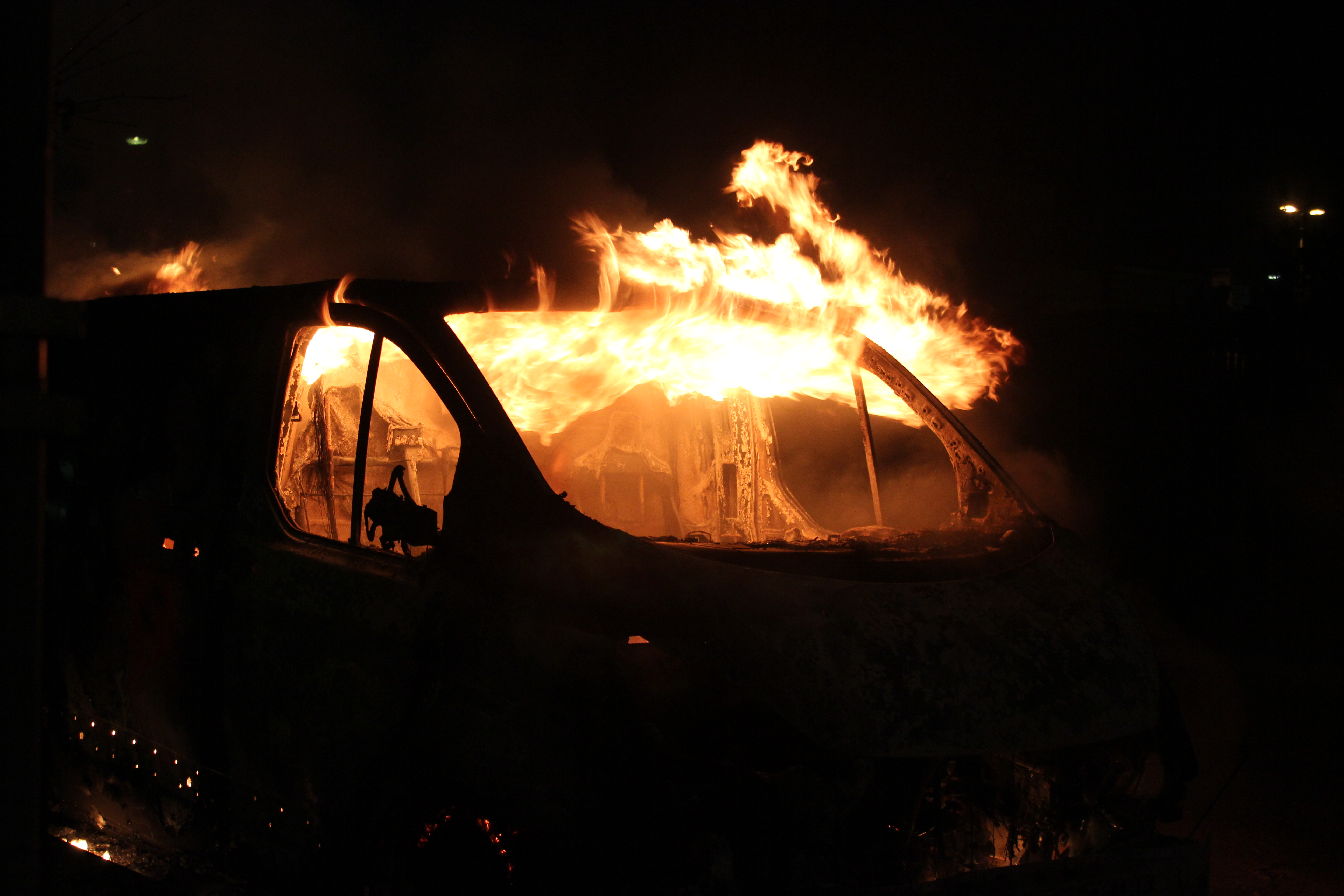
第二晚骚乱。

斯德哥尔摩南部也爆发了骚乱，并且蔓延到菲提加、希斯塔、温林比和坦斯达。

### 第三晚
5月21日，周二晚上，骚乱蔓延到布热当、埃茨伯格、弗勒茨伯格、诺斯伯格和斯卡纳克区。30辆汽车被焚烧，夹克茨伯格警察局和当地购物中心被大火焚毁，警察逮捕了8人。凌晨3点，当地返回了平静。

### 第四晚
5月22日，骚乱持续。多辆汽车被烧毁。在拉格色伍德，警察局被烧毁。在哈格塞塔拉，骚乱持续到晚上10点，1名警察受伤。在斯科嘎斯，餐厅被焚毁，消防队员被石头攻击。

### 第五晚
5月23日，星期四，大约在晚上8点，警方在温林比的一个地方，发现5辆汽车被纵火焚烧。 
在魏林比地铁站和当地附近地区，青年扔石头和玻璃瓶子打破窗户和威胁当地工作人员。
午夜之后，在坦斯达和法斯达发生了几起火灾。 
晚上，至少有2所学校、1所派出所和15辆汽车被点燃。晚间到凌晨，13人被逮捕。

### 第六晚
在斯德哥尔摩，骚乱已经平静下来了。在斯德哥尔摩的众多非法移民的郊区，家长和志愿者在街上巡逻帮助恢复当地治安。 
与此同时，骚乱扩散到瑞典其他地区。在晚上，警察逮捕了18名右翼极端分子并且有效没收了他们的汽车和大量武器。

## 回应

### 政府回应
5月21日，周二下午，瑞典首相赖因费尔特说：“我们已经有了两个晚上的骚乱、伤害和恐怖气氛，这一种风险将继续。我们的年轻人认为他们可以而且应该用暴力去改变社会。我们要明白：这是不可以的，我们不能用暴力”。
司法大臣比阿特丽斯作报告申请警察使用程序解决问题。

### 警方反应
警方采取不干涉骚乱的政策，解释说他们的目标是“尽量”。

### 公众反应
当地居民被青年暴徒激怒了，因为他们的财产被损坏，当地声誉被损害。他们表示相信早期的枪击事件是青年引起的麻烦，他们还指责青年暴徒的父母缺乏参与青年的教育。骚乱导致瑞典人对移民政策的讨论。這次事件讓人更關心移民議題，由於瑞典明年將舉行大選，事件可能助長強烈反移民的極右派瑞典民主黨增加支持。

### 媒体报道
英语新闻广发报道了该地区的骚乱，并且质询政府部门用何种政策阻止骚乱。